# زبان پیامکی

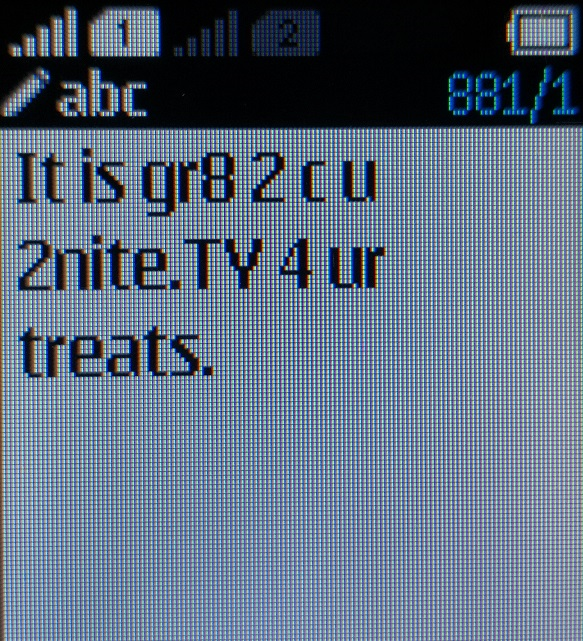
نمونه‌ای از زبان پیامکی که در یک پیامک (SMS) استفاده شده

زبان پیامکی (به انگلیسی: SMS language) به اصطلاحات اختصاریِ استفاده‌شده در پیامک‌ها و چت‌روم‌ها و شبکه‌های مجازی اجتماعی گفته می‌شود.

## اهمیت
اهمیت زبان پیامکی در نوشتن واژه‌ها با کمترین تعداد نویسه برای رساندن مفهوم است. بخاطر همین در این گونه زبانی از رعایت اصول نوشتن از جمله نقطه گذاری، با حروف بزرگ نوشتن، و رعایت کامل دستور زبان پرهیز می‌شود.
در یک نگاه زبان پیامکی را می‌توان گویشی نو زاد در زبان دانست که واژگان و اعداد را در هم آمیخته تا مختصرترین واژگان را برا بیان مقصود بسازد.

## پیدایش
پیدایش زبان پیامکی به دوره استفاده از تلگراف بر می‌گردد. زمانی که واژگانی نظیر TEXT را برای سریع نوشتن به صورت txt می‌نوشتند. بغیر از حذف واکه‌های واژه با ترکیب اعداد و حروف نیز باز هم می‌شد واژگان کوتاه تری نوشت برای مثال برای واژه انگلیسی later می‌توان از عبارت سه کاراکتری l8r استفاده کرد.
استفاده از ابزارهای چت رشد زبان پیامکی را سرعت بخشید. افراد چت‌کننده برای سرعت بخشیدن به کار کم‌کم واژه‌های اختصاری ای را برای عبارات بزرگ ساختند. به‌طور مثال برای عبارت انگلیسی be right back از عبارت BRB که از ترکیب حرف اول این واژه‌ها ساخته شده بود استفاده کردند.

## ساختار
ساخت واژه‌های زبان پیامکی، فرمول‌های ساده‌ای دارند. اولین فرمول همان نشان اختصاری است که از ترکیب حروف اول کلمات بدست می‌آید. مانند موارد زیر
- brb = be right back = برمی‌گردم
- dc = disconnect = قطع ارتباط شبکه
- on = online = آنلاین
- off = offline = آفلاین
- lol = laugh out loudly = خندیدن با صدای بلند
- np = no problem = ایرادی ندارد
- wb = welcome back = خوش برگشتی
- asl = age/sexuality/location = سن/جنسیت/محل سکونت[۳]
- ty = thank you = سپاس‌گزارم
- so so = نه بسیار خوب، نه بسیار بد
- glhf = good luck have fun = خوش‌بخت باشی و شادی داشته باشی
- bb = bye bye = بای بای

روش دیگر استفاده از نام حروف و اعداد است که شبیه یک واژه هستند. مانند موارد زیر:
- you = U = شما
- your = UR = برای شما
- U R = you are = تو هستی
- c u = see you = میبینمت
- s2a = send to all = بفرست برای همه
- nf = net friend = دوست اینترنتی
- ir3l = irancell = ایرانسل
- w8 = wait = وایستا
- 4U = for you = برای تو

در چت به زبان فارسی با حروف انگلیسی (فینگلیش) از این روش به صورت محلی بسیار استفاده می‌شود. مانند نمونه‌های زیر:
- @sa = ساعت
- mer30 = مرسی
- 2A = دعا
- 30nama = سینما
- 2ust = دوست
- 2xtar = دختر

در برخی موارد هم حروف صدادار یک واژه حذف می‌شوند:
- thx = thanks = سپاس
- Biyaa = BA = بیا

در برخی موارد هم از ترکیب چند روش استفاده می‌شود:
- uw = you're welcome = خواهش می‌کنم